# Кайседо, Бедер
Бе́дер Ху́лио Кайсе́до Ла́стра (исп. Beder Julio Caicedo Lastra, род. 13 мая 1992, Сан-Лоренсо) — эквадорский футболист, выступающий на позиции защитника за клуб «Индепендьенте дель Валье» и сборную Эквадора.

## Клубная карьера
Кайседо начал свою карьеру в профессиональном футболе во Втором дивизионе Эквадора, играя за футбольный клуб «Абуэлос», а затем за «Депортиво Кока». В 2012 году он переехал в «ЭСПОЛИ», чтобы играть в эквадорской Серии B, а год спустя во время пребывания в полицейской команде был отдан в аренду клубу «Америка» (Кито).
В 2015 году Кайседо подписал контракт с «Текнико Университарио», а в 2016 году дебютировал в чемпионате Эквадора в футболке «Дельфина», только что получившего продвижение в высший дивизион. В составе команды он стал «железным» игроком стартового состава и внёс вклад в завоевание командой 9 места. Его выдающиеся выступления принесли ему переход в один из грандов чемпионата, гуаякильскую «Барселону», подписав контракт на 5 лет 14 декабря 2016 года. Первое время Кайседо практически не выходил на поле, однако, начиная с июля, на фоне травм конкурентов стал основным левым защитником команды. 14 сентября 2017 года он дебютировал в Кубке Либертадорес (в этом сезоне его команда остановилась на стадии полуфинала), выйдя на поле в стартовом составе в первом четвертьфинальном матче против «Сантоса».
13 января 2020 года Кайседо в рамках обмена на Брайана Риверу присоединился к команде «Индепендьенте дель Валье», в которой также стал игроком стартового состава. В составе команды выиграл чемпионат в 2021 году, однако в этом сезоне практически не выходил на поле и пропустил почти год, поскольку 5 мая в матче Кубка Либертадорес 2021 года против «Университарио» (4:0) получил перелом большеберцовой кости. 20 апреля 2022 года Кайседо вернулся на поле, выйдя на замену в матче против клуба «Депортиво Куэнка». В том же году, выходя на поле в основном на замену, он стал обладателем Кубка Эквадора и Южноамериканского кубка. В следующем году коллекция трофеев Кайседо пополнилась Суперкубком Эквадора и Рекопой Южной Америки, он выходил на поле в стартовом составе во всех трёх матчах. В сентябре 2023 года впервые за долгое время закрепился в стартовом составе и благодаря хорошей игре, получил первый за 3 года вызов в сборную.

## Карьера в сборной
15 ноября 2018 года Кайседо дебютировал за сборную Эквадора, выйдя на поле в стартовом составе в товарищеском матче против Перу (2:0). После участия в ещё пяти товарищеских матчах тренер сборной Эрнан Дарио Гомес включил его в заявку из 23 человек на Кубок Америки 2019 года. Сборная Эквадора выступила на турнире неудачно, заняв последнее место в группе, а сам Кайседо появился на поле только в первом матче группового этапа против Уругвая (0:4).
Свой первый гол за сборную Кайседо забил 12 ноября 2020 года в отборочном матче чемпионата мира 2022 года против Боливии (3:2).

## Карьерная статистика

### Клубная
| Выступление              | Выступление         | Выступление      | Чемпионат | Чемпионат | Кубок | Кубок | Континент | Континент | Прочие | Прочие | Итого | Итого |
| Клуб                     | Лига                | Сезон            | Игры      | Голы      | Игры  | Голы  | Игры      | Голы      | Игры   | Голы   | Игры  | Голы  |
| ------------------------ | ------------------- | ---------------- | --------- | --------- | ----- | ----- | --------- | --------- | ------ | ------ | ----- | ----- |
| Абуэлос                  | Второй дивизион     | 2010             | 14        | 5         | —     | —     | —         | —         | —      | —      | 14    | 5     |
| Абуэлос                  | Итого               | Итого            | 14        | 5         | —     | —     | —         | —         | —      | —      | 14    | 5     |
| Депортиво Кока           | Второй дивизион     | 2011             | 15        | 6         | —     | —     | —         | —         | —      | —      | 15    | 6     |
| Депортиво Кока           | Итого               | Итого            | 15        | 6         | —     | —     | —         | —         | —      | —      | 15    | 6     |
| ЭСПОЛИ                   | Серия B             | 2012             | 31        | 2         | —     | —     | —         | —         | —      | —      | 31    | 2     |
| ЭСПОЛИ                   | Итого               | Итого            | 31        | 2         | —     | —     | —         | —         | —      | —      | 31    | 2     |
| Америка (Кито)           | Сегунда Провинсиаль | 2013             | 14        | 0         | —     | —     | —         | —         | —      | —      | 14    | 0     |
| Америка (Кито)           | Итого               | Итого            | 14        | 0         | —     | —     | —         | —         | —      | —      | 14    | 0     |
| ЭСПОЛИ                   | Серия B             | 2014             | 34        | 4         | —     | —     | —         | —         | —      | —      | 34    | 4     |
| ЭСПОЛИ                   | Итого               | Итого            | 34        | 4         | —     | —     | —         | —         | —      | —      | 34    | 4     |
| Текнико Университарио    | Серия B             | 2015             | 39        | 2         | —     | —     | —         | —         | —      | —      | 39    | 2     |
| Текнико Университарио    | Итого               | Итого            | 39        | 2         | —     | —     | —         | —         | —      | —      | 39    | 2     |
| Дельфин                  | Серия A             | 2016             | 34        | 0         | —     | —     | —         | —         | —      | —      | 34    | 0     |
| Дельфин                  | Итого               | Итого            | 34        | 0         | —     | —     | —         | —         | —      | —      | 34    | 0     |
| Барселона (Гуякиль)      | Серия A             | 2017             | 21        | 0         | —     | —     | 4         | 0         | —      | —      | 25    | 0     |
| Барселона (Гуякиль)      | Серия A             | 2018             | 19        | 1         | —     | —     | 1         | 0         | —      | —      | 20    | 1     |
| Барселона (Гуякиль)      | Серия A             | 2019             | 15        | 0         | 3     | 0     | 2         | 0         | —      | —      | 20    | 0     |
| Барселона (Гуякиль)      | Итого               | Итого            | 55        | 1         | 3     | 0     | 7         | 0         | —      | —      | 65    | 1     |
| Индепендьенте дель Валье | Серия A             | 2020             | 22        | 1         | —     | —     | 7         | 1         | 2      | 0      | 31    | 2     |
| Индепендьенте дель Валье | Серия A             | 2021             | 4         | 0         | —     | —     | 5         | 0         | —      | —      | 9     | 0     |
| Индепендьенте дель Валье | Серия A             | 2022             | 7         | 0         | 6     | 0     | 4         | 0         | —      | —      | 17    | 0     |
| Индепендьенте дель Валье | Серия A             | 2023             | 15        | 1         | —     | —     | 3         | 0         | 4      | 0      | 22    | 1     |
| Индепендьенте дель Валье | Серия A             | 2024             | 14        | 0         | —     | —     | 6         | 0         | —      | —      | 20    | 0     |
| Индепендьенте дель Валье | Итого               | Итого            | 62        | 2         | 6     | 0     | 25        | 1         | 6      | 0      | 99    | 3     |
| Всего за карьеру         | Всего за карьеру    | Всего за карьеру | 298       | 22        | 9     | 0     | 32        | 1         | 6      | 0      | 345   | 23    |

1. ↑  Кубок Либертадорес, Южноамериканский кубок
2. ↑  Рекопа Южной Америки, Кубок вызова УЕФА — КОНМЕБОЛ[англ.], Суперкубок Эквадора[англ.]

### Карьера в сборной
| Эквадор | Эквадор | Эквадор |
| Год     | Игры    | Голы    |
| ------- | ------- | ------- |
| 2018    | 2       | 0       |
| 2019    | 5       | 0       |
| 2020    | 2       | 1       |
| 2023    | 1       | 0       |
| Итого   | 10      | 1       |

### Голы за сборную
| № | Дата           | Стадион                        | Оппонент | Счёт | Результат | Соревнование     |
| - | -------------- | ------------------------------ | -------- | ---- | --------- | ---------------- |
| 1 | 12 ноября 2020 | Эрнандо Силес, Ла-Пас, Боливия | Боливия  | 1:1  | 3:2       | Отбор на ЧМ-2022 |

## Достижения
«Индепендьенте дель Валье»
- Чемпион Эквадора: 2021
- Кубок Эквадора[англ.]: 2022
- Суперкубок Эквадора[англ.]: 2023
- Южноамериканский кубок: 2022
- Рекопа Южной Америки: 2023